# 哈拿多乐
哈拿多乐（英語：HANATOUR），是一家提供国内外旅游服务的韩国旅行社。2002年本旅行社率先在高斯达克上市（KOSDAQ: 039130），目前已在伦敦证券交易所上市(LSE: TOUR) HANATOUR通过国内十二个子公司和世界二十四个网络向旅客提供旅游服务，在2007年达成13.73%韩国出境市场占有率、销售额1992亿元（韩币）、营业率润359亿元（韩币）。